# V945 Centauri

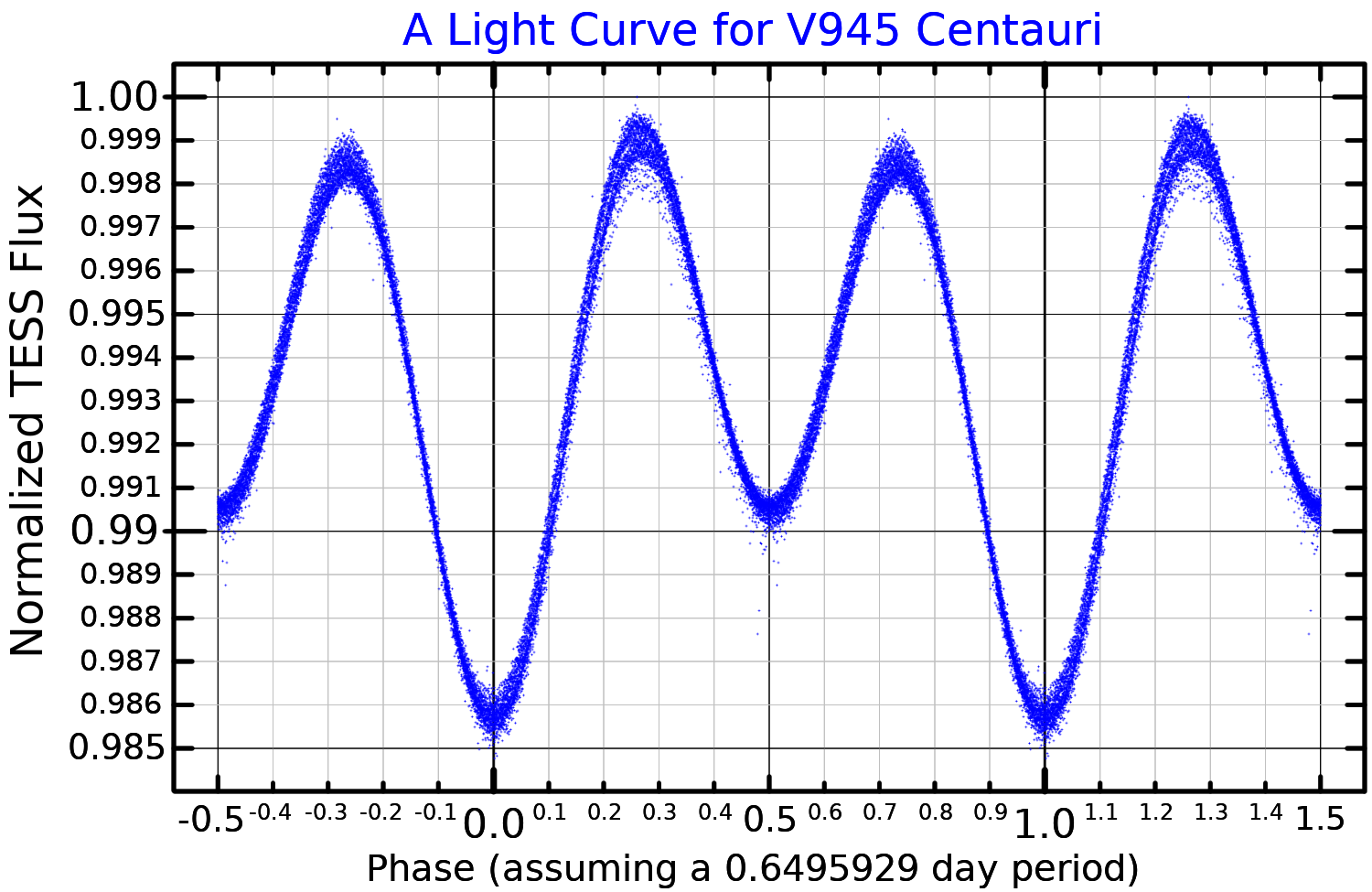
Curva de luz de V945 Centauri pela sonda TESS

V945 Centauri (H Centauri) é um provável sistema estelar triplo na constelação de Centaurus. Tem uma magnitude aparente visual combinada de 5,16, sendo visível a olho em locais com pouca poluição luminosa. Com base em medições de paralaxe do satélite Gaia, está localizado a uma distância de 420 anos-luz (129 parsecs) da Terra. O sistema é membro do subgrupo Centaurus Inferior-Crux da associação Scorpius–Centaurus, a associação OB mais próxima do Sol.
O sistema V945 Centauri é formado por duas estrelas de classe B da sequência principal com tipos espectrais de B7V e B8.5V, que compõem uma binária espectroscópica de linha dupla com um período orbital muito curto de 0,6496 dias e uma órbita circular (excentricidade zero). Observadas a uma inclinação de 24°, as duas estrelas têm formato de esferoide oblato e suas áreas superficiais visíveis da Terra variam conforme uma orbita a outra, fazendo a magnitude aparente do sistema variar entre 5,14 e 5,16 ao longo de uma órbita. Sistemas assim são chamados de variáveis elipsoidais. As duas estrelas estão quase em contato uma com a outra, tendo sua órbita um semieixo maior de apenas 5,63 raios solares (0,026 UA). O espectro do sistema contém um terceiro grupo de linhas espectrais que provavelmente correspondem a uma terceira estrela, também de classe B, mas existe a possibilidade que se trate de um disco circumbinário em torno da estrela binária.
Para descrever os parâmetros físicos das estrelas, foram criados dois modelos: um na ausência e outro na presença do terceiro objeto no sistema, sendo o segundo considerado mais próximo da realidade. Neste, as estrelas primárias e secundárias têm massas de 3,32 e 2,37 massas solares, com uma alta incerteza de cerca de meia massa solar, e estão irradiando 111 e 37 vezes a luminosidade solar a uma temperatura efetiva de 13 000 e 10 700 K. Seus raios são iguais a 2,09 e 1,67 raios solares, o que significa que a separação entre a superfície das estrelas é de apenas 1,87 raios solares. Na luz visível, a estrela primária corresponde a 51,9% da luminosidade total do sistema, a secundária a 24,1%, e a terciária a 24,0%. Esse modelo estima que o sistema tenha uma idade próxima a 10 milhões de anos.